# Bizzarrini 5300 GT

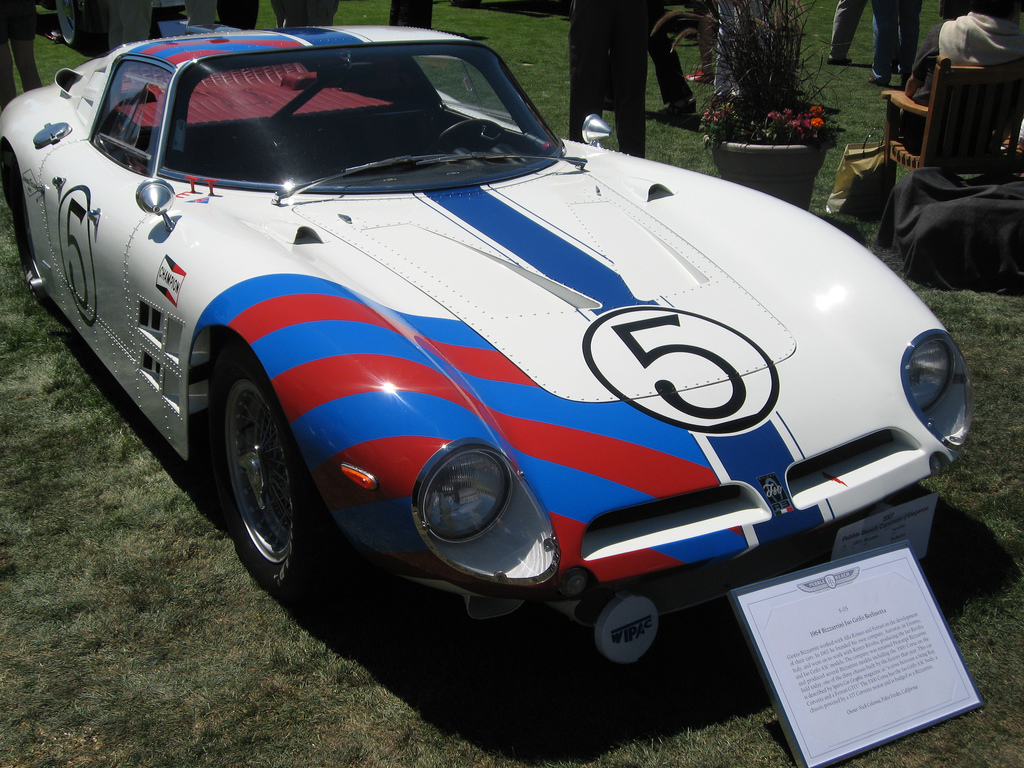
Iso Grifo A3/C.

Bizzarrini 5300 GT är en sportbil, tillverkad av den italienska biltillverkaren Bizzarrini mellan 1964 och 1968.

## Historik
Giotto Bizzarrini hade startat en egen konstruktionsbyrå 1962. Ett av hans första uppdrag blev att ta fram chassit till Renzo Rivoltas GT-bil Iso Rivolta IR 300. Samma chassi, men med kortare hjulbas, användes till sportbilen Iso Grifo.
Grifo-modellen debuterade på bilsalongen i Turin 1963 i två utföranden: landsvägsvagnen A3/L och tävlingsbilen A3/C. Till tävlingsbilen hade Bertone tagit fram en annorlunda kaross med lägre luftmotstånd och Bizzarrini hade vidareutvecklat chassit för racing. Framför allt hade V8-motorn från Chevrolet Corvette flyttats bakåt för bättre viktfördelning, så att det närmast rörde sig om en frontmonterad mittmotor. Bizzarrini skötte huvuddelen av tillverkning och utveckling av tävlingsbilen i egen regi och när han tyckte att Rivolta inte lade tillräckliga resurser på tävlingsverksamheten skiljdes deras vägar.
Från 1965 såldes bilen under namnet Bizzarrini 5300 GT. Den fanns i två utföranden: tävlingsbilen Corsa och landsvägsvagnen Strada. Corsa-versionen ersattes snart av mittmotorbilen Bizzarrini P538, men Strada-versionen fortsatte tillverkas fram till 1968.

## Motorsport
Bilen debuterade vid Sebring 12-timmars 1964. Sportvagnsracingen hade redan börjat domineras av mittmotorbilar och Bizzarinis största framgång blev en klasseger och total niondeplats vid Le Mans 24-timmars 1965 för Réfis Fraissinet och Jean de Montemart.

## Motorer
| Modell | Motor             | Cylindervolym | Effekt | Bränslesystem           |
| ------ | ----------------- | ------------- | ------ | ----------------------- |
| Strada | 8-cyl V-motor ohv | 5354 cm³      | 365 hk | Enkel fyrportsförgasare |
| Corsa  | 8-cyl V-motor ohv | 5354 cm³      | 420 hk | 4 st Weber-förgasare    |